# Агат (Армия Крайова)
Агат (пол. Agat, сокращение от Anty-Gestapo) — специальное подразделение Армии Крайовой, подчинявшееся Кедыву (диверсионному руководству АК). С 1944 года называлось «Пегас» (пол. Pegaz, сокращение от Przeciw-Gestapo).

## История
Поздней весной 1943 года «тихотёмный» капитан Армии Крайовой Адам «Плуг» Борыс получил приказ об организации диверсионного подразделения. Он обратился к руководству «Серых шеренг» с просьбой о передачи ему в распоряжение 75 харцеров. Окончательно подразделение было создано в конце июля — начале августа (официально называется дата 1 августа 1943). В ходе реорганизации Штурмовых групп «Серых шеренг» новый отряд получил официальное задание от Организации специальных боевых акций, заключавшееся в поиске и ликвидации особо опасных нацистских преступников и карателей. Информацию о лицах, подлежащих уничтожению, сообщало Польское подпольное государство.
Изначально подразделение называлось «Агат» (Agat) — аббревиатура от «Анти-гестапо» (пол. Anty-Gestapo). В начале января 1944 года немцами был арестован руководитель подразделения Тадеуш «Немира» Костжевский, и после этого подразделение было переименовано в «Пегас» (Pegaz) — аббревиатура от «Против гестапо» (пол. Przeciw Gestapo). В мае 1944 года после ареста очередного курьера на основе «Пегаса» был создан батальон «Зонтик», руководителем которого стал дослужившийся до майора Адам Борыс.
В настоящее время в Специальных войсках Польши существует одноимённое спецподразделение, считающееся правопреемником «Агата» из Армии Крайовой.

## Акции
Первая крупная акция подразделения имела место 7 сентября 1943 на пересечении Маршалковской и Литовской улиц в Варшаве, когда необходимо было уничтожить коменданта тюрьмы Павяк Франца Бюркля, что и удалось совершить. 24 сентября 1943 на пересечении улиц Дмоховского и Розбрат, когда солдаты отряда «Агат» застрелили коменданта тюрьмы Генсиувка, гауптшарфюрера СС Августа Кремчанна. 1 октября 1943 подпоручик Казимеж «Оркан» Кардась со своим отрядом получил задание уничтожить штурмманна СС Эрнста Веффельса — печально известного коменданта женского отделения тюрьмы Павяк под названием «Сербия». Операция прошла успешно, потерь отряд не понёс.
Вторая крупная акция подразделения имела место 1 февраля 1944, когда поляки готовились ликвидировать Франца Кучеру, руководителя СС и полиции в Варшаве. Изначально его собирались устранить 29 января, но Кучера не вышел на работу из своего дома. Операцию перенесли на 1 февраля 1944 года. После того, как Кучера выехал из своей резиденции, покушение было удачно проведено и он был убит. В покушении на Кучеру участвовало 12 человек. В ходе операции погибли четверо оперативников: Бронислав «Лот» Петрашевич, Мариан «Тихий» Зенгер, Казимеж «Сокол» Сотт и Збигнев «Джуно» Генсицкий.